# Erich Leo Lehmann

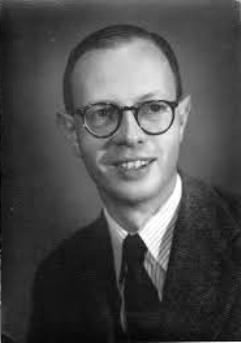
Bild des Statistikers Lehmann

Erich Leo Lehmann (* 20. November 1917 in Straßburg; † 12. September 2009 in Berkeley) war ein US-amerikanischer mathematischer Statistiker.

## Leben
Lehmann wuchs in Frankfurt am Main auf, floh als Jude vor rassischer Verfolgung 1933 in die Schweiz, wo er in Zürich zur Schule ging. Er studierte zwei Jahre Mathematik am Trinity College in Cambridge und ging 1940 in die USA. Dort erwarb er 1942 seinen Master-Abschluss an der University of California, Berkeley, und wurde dort 1946 bei Jerzy Neyman promoviert (Optimum Tests of a Certain Class of Hypotheses Specifying the Value of a Correlation Coefficient). Im Zweiten Weltkrieg war er Operationsanalytiker für die U.S. Air Force in Guam. 1942 wurde er Assistant Professor und 1954 Professor an der University of California, Berkeley. 1973 bis 1976 stand er der Statistik-Fakultät vor. 1989 wurde er emeritiert.
1950 war er Visiting Associate Professor an der Columbia University und 1951 an der Stanford University.
Er leistete wichtige Beiträge zu nichtparametrischen statistischen Tests und zur Schätztheorie (Satz von Lehmann-Scheffé mit Henry Scheffé (1907–1977), Hodges-Lehmann-Schätzer mit Joseph Lawson Hodges). Er befasste sich auch mit Geschichte der Statistik.
Er war Mitglied der National Academy of Sciences und der American Academy of Arts and Sciences (1975) und Präsident des Institute of Mathematical Statistics. Er war Herausgeber der Annals of Mathematical Statistics. 1955, 1966 und 1979 war er Guggenheim Fellow. 1988 erhielt er den R. A. Fisher Award und 1996 den S. S. Wilks Award. Er war Ehrendoktor der Universitäten Leiden und Chicago.

## Auszeichnungen
- 1988: Avery Fisher Award
- 1996: Wilks Award

## Schriften
- Selected Works of E. L. Lehmann, Springer 2012 (Hrsg. Javier Rojo)
- Testing Statistical Hypotheses, Wiley 1959, 3. Auflage Springer 2005
- mit J. L. Hodges: Basic Concepts of Probability and Statistics, Holden-Day 1964
- mit J. L. Hodges: Elements of Finite Probability, Holden-Day 1965
- Nonparametrics: Statistical methods based on ranks, Springer 2006 (zuerst Holden-Day 1975, 1988)
- Theory of Point Estimation, Wiley 1983, Springer 1998,  2013
- Elements of Large-Sample Theory, Springer 1999
- Reminiscences of a Statistician: the company I kept, Springer 2008
- Fisher, Neyman, and the Creation of Classical Statistics, Springer 2011
- mit Scheffé: Completeness, similar regions, and unbiased estimation, Teil 1, 2, Sankhyā: the Indian Journal of Statistics, Band 10, 1950, S. 305–340, Band 15, 1955, S. 219–236
- mit J. L. Hodges: The efficiency of some nonparametric competitors of the t-test,  Annals of Mathematical Statistics, Band 27, 1956, S. 324–335.
- mit J. L. Hodges: Estimation of location based on ranks, Annals of Mathematical Statistics, Band 34, 1963, S. 598–611.

### Über Lehmanns Werk
- Javier Rojo: "Erich Leo Lehmann—A glimpse into his life and work." Ann. Statist. 39 (5) 2244 - 2265, October 2011. doi:10.1214/11-AOS927
- Willem R. van Zwet: "Remembering Erich Lehmann." Ann. Statist. 39 (5) 2266 - 2279, October 2011. doi:10.1214/11-AOS881